# Pokémon Rumble World
Pokémon Rumble World (japonês: みんなのポケモンスクランブル, Hepburn: Minna no Pokémon Sukuranburu, Everyone's Pokémon Scramble) é um jogo eletrônico de Pokémon, desenvolvido por Ambrella e publicado por The Pokémon Company, exclusivo para o Nintendo 3DS. É o quarto jogo da sub-série Pokémon Rumble, e apresenta versões de brinquedo de pelo menos 719 criaturas das seis primeiras gerações. O jogo foi lançado pela primeira vez em todo o mundo como um título de download gratuito na Nintendo eShop, em 8 de abril de 2015, com versões físicas disponíveis em lojas no Japão em novembro seguinte, Europa em janeiro de 2016 e América do Norte em abril de 2016.

## Jogabilidade
Pokémon Rumble World é um jogo de ação com uma perspectiva de cima para baixo em que os jogadores assumem o papel de seu personagem Mii no Reino dos Brinquedos, uma terra povoada por versões de brinquedos de 719 espécies distintas de Pokémon. A pedido do Rei, o jogador deve viajar para várias terras batalhando e coletando novos Pokémon para aumentar seu Nível de Aventura, concedendo-lhes acesso a novos itens e áreas. Ao assumir o controle direto de seus Pokémon, eles podem enfrentar outras criaturas em combate em tempo real.
O jogo usa uma forma de moeda chamada Poké Diamonds, que pode ser obtida por meio de um jogo normal, comprada diretamente com dinheiro real no Nintendo eShop ou trocada por meio do StreetPass. No entanto, existe um limite para o uso de moeda no mundo real no jogo, e os jogadores podem comprar no máximo 3.000 Poké Diamonds por meio desse método. Depois de comprar 3.000 deles, aparecerá uma mina, concedendo 40 deles uma vez por dia. Poké Diamonds podem ser usados para desbloquear recursos, como aumentar a chance de encontrar determinados Pokémon, viagens no jogo, continuar a jogar uma fase depois que a saúde de um Pokémon acabar ou armazenamento Pokémon adicional. Os Challenges, que são missões com um conjunto de objetivos específicos, também podem conceder Poké Diamonds, além de itens cosméticos, como roupas.

## Desenvolvimento
A primeira menção de Pokémon Rumble World apareceu na entrada do jogo no site de classificação de conteúdo do Australian Classification Board em março de 2015. Foi anunciado oficialmente duas semanas depois pela Nintendo em uma edição de 1º de abril de 2015 de sua transmissão Nintendo Direct, junto com uma data de lançamento mundial marcada para a semana seguinte no Nintendo eShop. Em 2 de outubro de 2015, a Nintendo revelou que o título seria lançado no varejo físico no Japão no mês seguinte, com a Nintendo of Europe emitindo posteriormente um comunicado de imprensa afirmando que uma versão de varejo em inglês também estaria chegando à Europa em janeiro de 2016. Versões de varejo do Rumble World removem o suporte para compras no jogo e em vez disso, concedem ao jogador acesso a todo o conteúdo desde o início.